# Dżem Session 1
Dżem Session 1 – album studyjny zespołu Dżem, wydany w październiku 1990 roku na nośniku kasety magnetofonowej, nakładem firmy Polmarket.
Nagranie zrealizowano w studiu Polskiego Radia i Telewizji w Opolu w styczniu 1990 roku. Realizatorzy dźwięku: Władysław Gawroński i Andrzej Czubiński.

## Lista utworów
1. "Uśmiech śmierci" – (03:56)
2. "Poznałem go po czarnym kapeluszu" – (04:15)
3. "Oh, słodka" – (10:57)
4. "Abym mógł przed siebie iść" – (06:23)
5. "Powiał boczny wiatr" – (03:43)
6. "Ballada o dziwnym malarzu" – (06:32)
7. "Spacer z Agnieszką" – (01:54)

## Muzycy
- Paweł Berger – instrumenty klawiszowe (rhodes)
- Marek Kapłon – perkusja
- Adam Otręba – gitara (Gibson Les Paul)
- Beno Otręba – gitara basowa (Fender Precision Bass)
- Ryszard Riedel – śpiew
- Jerzy Styczyński – gitara (Ibanez Artist)

## Wydawnictwa
- MC Polmarket, październik 1990; 37:44